# Gottlieb von Both
Gottlieb Karl Alexander von Both, auch Gottlieb Carl Alexander von Both (* 13. März 1837 in Dargun; † 31. März 1906 in Hamburg-Eppendorf) war ein mecklenburgischer Verwaltungs- und Hofbeamter.

## Leben
Gottlieb von Both wurde als Sohn des namensgleichen Ersten Verwaltungsbeamten im Domanialamt Dargun-Gnoien-Neukalen Gottlieb (Friedrich Wilhelm) von Both (1796–1870), Drost zu Dargun, und dessen Ehefrau Luise (Charlotte M.), geb. von Oertzen (1804–1892) geboren. Er studierte Rechtswissenschaften an den Universitäten Göttingen und Rostock (ab 1858). 1857 wurde er Mitglied des Corps Saxonia Göttingen. Nach Abschluss des Studiums trat er in den Dienst des (Teil-)Großherzogtums Mecklenburg-Schwerin ein. Er war Assessor in der Justizkanzlei Rostock und bei den Ämtern Ribnitz, Dargun und Schwerin, bevor er 1876 zur Großherzoglichen Hausverwaltung versetzt wurde und Amtshauptmann in Doberan wurde. 1887 wechselte er in gleicher Funktion nach Schwerin.
1888 erfolgte Boths Ernennung zum Kammerherrn. Zuletzt war er als Wirklicher Geheimer Rat unter Großherzog Friedrich Franz III., dem Regenten Herzog Johann Albrecht und (nach dessen Volljährigkeit) Großherzog Friedrich Franz IV. von 1892 bis zu seinem Tod Chef der obersten Verwaltungsbehörde des Großherzoglichen Haushalts. Er war verheiratet mit Prasseda von Stralendorff, der Tochter des Porträtmalers Carl Friedrich von Stralendorff.

## Auszeichnungen
- Hausorden der Wendischen Krone, Großkreuz mit der Krone in Gold[5]
- Preußischer Kronenorden 1. Klasse
- Franz-Joseph-Orden, Großkreuz
- Orden von Oranien-Nassau, Großkreuz
- Gedächtnismedaille für Großherzog Friedrich Franz III.